# 坂佳代子
坂 佳代子（さか かよこ、1944年4月26日 - ）は、元女子体操選手で元日本体育大学教授。2005年10月から2007年2月まで宮崎県副知事。宮崎県出身。

## 経歴
宮崎女子高等学校（現宮崎学園高等学校）、日本体育大学卒業。女子器械体操選手として2度オリンピックに出場した。その後、日本体育大学体育学部助手、助教授を経て、1994年4月より教授を務める。
2000年には日本体操協会から体操競技功労賞を受賞している。
2005年10月、宮崎県副知事に就任した。同県初の女性副知事である。民間からの女性副知事の起用は、安藤忠恕宮崎県知事（当時）の掲げた大きな公約の一つであった。だが坂の副知事就任には、彼女が衆議院議員・中山成彬の東京後援会副会長を務めていたことから「政治的中立性に問題がある」という批判もあった。2006年12月に安藤知事が談合問題で辞職した後、宮崎県知事職務代理者を務めた。
2007年1月、安藤知事辞職に伴う出直し知事選で初当選した東国原英夫に、引き続き副知事に起用する考えがないことを通告され、同年2月限りで退任した。

## 主な成績
- 1968年：メキシコ五輪出場（団体4位）[2]
- 1972年：ミュンヘン五輪出場（団体7位）[2]